# 埃尔西诺 (犹他州)
埃尔西诺（英文：Elsinore），是美国犹他州塞维尔县下属的一座城市。建市于 1874年，面积大约为1.3平方英里（3.4平方公里），海拔约为5,351英尺（1,631米）。根据2010年美国人口普查，该市有人口847人。